# جاستن بيثل
جاستن بيثل (بالإنجليزية: Justin Bethel)‏ هو لاعب كرة قدم أمريكية أمريكي، ولد في 17 يونيو 1990 في سمتر في الولايات المتحدة.

## وصلات خارجية
- جاستن بيثل على موقع مرجع كرة القدم المحترفة.كوم (الإنجليزية)